# Къртицов сцинк
Къртицовите сцинкове (Plestiodon egregius), наричани също червеноопашати сцинкове, са вид влечуги от семейство Сцинкови (Scincidae).
Разпространени са в югоизточните части на Съединените американски щати, като предпочитат песъчливи местности. Прекарват време зарити в пясъка, но ловуват на повърхността, като се хранят главно с членестоноги.